# Норденфельт, Торстен
Торстен Норденфельт (швед. Ernst Thorsten Nordenfelt; 1 марта 1842 — 1920, Стокгольм) — шведско-английский инженер-оружейник и промышленник.

## Биография
Родился в семье офицера. В 1867 году переехал в Лондон, где женился на Эмме Стэнсфилд Гранди. Основал небольшую компанию по продаже шведской стали.
Позднее организовал производство многоствольных картечниц, названных его именем, и малокалиберных скорострельных пушек калибров 37 и 57 мм, использовавшиеся в том числе, и на русском флоте.
В 1888 году его компания объединилась с компанией Максима, производившей пулемёты. В 1896 году объединённая компания была куплена компанией Vickers Limited, сам же Норденфельт покинул компанию.
Норденфельт вместе с Джорджем Гарретом занимался также постройкой подводных лодок, построив четыре штуки. Одна из них была продана Греции, две Османской империи. Четвертая лодка предлагалась России, но после испытаний, показавших её малую боевую ценность, от покупки отказались.
В 1903 году он возвратился в Швецию и отошёл от дел.